# Yvan Leclerc
 (mai 2024).
Si vous disposez d'ouvrages ou d'articles de référence ou si vous connaissez des sites web de qualité traitant du thème abordé ici, merci de compléter l'article en donnant les références utiles à sa vérifiabilité et en les liant à la section « Notes et références ».
Yvan Leclerc, né le 26 mai 1951 à Montdidier (Somme), est professeur honoraire de lettres modernes à l'Université de Rouen.
Spécialiste de Flaubert, il a été directeur du Centre Flaubert du laboratoire CÉRÉdI (Centre d'études et de recherche éditer/interpréter) et responsable du site Flaubert, comprenant une Revue Flaubert annuelle et un Bulletin d’informations (environ mensuel).

## Biographie
Yvan Leclerc travaille essentiellement sur les manuscrits et sur la correspondance de Flaubert. Il a édité la correspondance de Flaubert avec Maupassant (Flammarion, 1993), avec Alfred Le Poittevin et Maxime Du Camp (Flammarion, 2000), et il a terminé l’édition de la Correspondance de Flaubert dans la Bibliothèque de la Pléiade, commencée par Jean Bruneau (tome V et Index général, 2007). 
Il est le responsable scientifique des éditions numériques intégrales des manuscrits de Madame Bovary et de Bouvard et Pécuchet. Il a collaboré à la nouvelle édition des Œuvres complètes de Flaubert dans la Bibliothèque de la Pléiade, dirigée par Claudine Gothot-Mersch (contributions aux tomes II et III). 
En tant que critique littéraire « grand public », il a publié des articles dans Le Monde des livres et dans Le Magazine littéraire (au temps de Jean-Jacques Brochier et de Jean-Louis Hue).

## Publications
- La Spirale et le Monument, essai sur « Bouvard et Pécuchet », SEDES, 1988
- Flaubert, Le Candidat, édition établie d’après le manuscrit de la Bibliothèque nationale, préface, notes et annexes, Le Castor astral, 1988 (réédition 2007).
- Flaubert, Mémoires d’un fou, Novembre et autres textes de jeunesse, édition critique, introduction et notes, GF Flammarion no 581, 1991.
- Crimes écrits. La littérature en procès au XIXe siècle, Plon, 1991  (ISBN 978-2259019835).
- Flaubert-Maupassant. Correspondance, Flammarion, 1993.
- Maupassant, Le Horla, transcription, annotation, préface, Bibliothèque nationale / CNRS Éditions / Zulma, coll. « Manuscrits », 1993.
- Flaubert, Plans et scénarios de Madame Bovary, transcription du manuscrit et présentation, CNRS Éditions / Zulma, coll. « Manuscrits », 1995.
- Flaubert, L’Éducation sentimentale, PUF, coll. « Études littéraires », 1997.
- Flaubert-Le Poittevin et Flaubert-Du Camp. Correspondances, Flammarion, 2000.
- Flaubert, Correspondance, d’après l’édition Conard, édition numérique avec Danielle Girard, site Flaubert, rubrique « Correspondance », 2002.
- Flaubert, Vie et travaux du R.P. Cruchard et autres inédits, avant-propos de Bernard Molant, textes établis, présentés et annotés par Matthieu Desportes et Yvan Leclerc, Publications des Universités de Rouen et du Havre, 2005.
- Flaubert, Madame Bovary, mœurs de province. La Censure dévoilée, Rouen, Alinéa, Élisabeth Brunet, Points de vues, Libraires-Éditeurs, 2007, 3 vol., reproduction intégrale en fac-similé de l’exemplaire en deux volumes conservé à la BHVP, sur lequel Flaubert a reporté les 71 suppressions demandées et faites par la Revue de Paris, accompagné d’une plaquette, La Censure et l’œuvre, avec « Madame Bovary, l’exemplaire-témoin », par Yvan Leclerc ; reproductions de brouillons et de leur transcription ; extraits de lettres de Flaubert et de ses contemporains autour du procès de Madame Bovary ; brouillon inédit de Flaubert pour son avocat ou pour servir d’introduction au « Mémoire » qu’il préparait en vue de sa défense ; extraits des pièces du procès.
- Flaubert, Correspondance, édition de Jean Bruneau et Yvan Leclerc, avec la collaboration de Jean-François Delesalle, Jean-Benoît Guinot et Joëlle Robert, Gallimard, coll. « Bibliothèque de la Pléiade », t. V, 2007.
- Guy de Maupassant, sous la dir. de Noëlle Benhamou, Yvan Leclerc et Emmanuel Vincent, Paris, Rome, Memini, coll. « Bibliographie des écrivains français », no 31, 2008, 2 vol.
- Gustave Flaubert, Madame Bovary. Reproduction au trait de l’original de 1857 annoté par Gustave Flaubert. Postface d’Yvan Leclerc. Droz, « Textes littéraires français », 2011.
- Flaubert et la Saint-Polycarpe, texte de présentation, « Polycarpe, saint et martyr », coordination de la brochure (inventaire, transcriptions, notices et historique) par l’Association des Amis de Flaubert et de Maupassant, Rouen, Association des Amis de Flaubert et de Maupassant, Librairie Élisabeth Brunet, 2013.
- Flaubert, Œuvres complètes, dir. Claudine Gothot-Mersch, Bibl. de la Pléiade, 2013 (collaboration aux tomes II et III).
- Avec Jean-Yves Mollier, Gustave Flaubert et Michel Lévy, un couple explosif, Calmann-Lévy, 2021  (ISBN 978-2702183656), 224 p.